# Giorgio Scalvini
Giorgio Scalvini (Chiari, 11 december 2003) is een Italiaans voetballer die doorgaans als verdediger speelt. Hij stroomde in 2021 door vanuit de jeugd van Atalanta Bergamo. Scalvini debuteerde in 2022 in het Italiaans voetbalelftal.

## Clubcarrière

### Atalanta Bergamo
Scalvini begon met voetballen bij AC Palazzolo en werd in 2013 opgenomen in de jeugdopleiding van Brescia. Die verruilde hij in 2015 voor die van Atalanta Bergamo. Nadat hij in seizoen 2020/21 al verschillende keren als reserve mee mocht met het eerste elftal, maakte Scalvini op 24 oktober 2021 zijn daadwerkelijke profdebuut. Coach Gian Piero Gasperini bracht hem toen in de 86e minuut in voor Ruslan Malinovski tijdens een wedstrijd in de Serie A thuis tegen Udinese (1–1). Na nog een paar invalbeurten groeide hij nog datzelfde seizoen uit tot basisspeler. Scalvini speelde in april 2022 ook zijn eerste wedstrijden in de Europa League, allebei de kwartfinaleduels tegen RB Leipzig. Op 18 april scoorde hij zijn eerste doelpunt in het profvoetbal en voor Atalanta, in de met 2-1 verloren wedstrijd tegen Hellas Verona.
Het jaar erop was hij onbetwist basisspeler en speelde hij 34 wedstrijden in alle competitie. Op 5 oktober 2023 scoorde hij tegen Sporting CP in de Europa League zijn eerste internationale doelpunt.

## Clubstatistieken
| Seizoen     | Club             | Competitie  | Competitie | Competitie | Beker | Beker | Internationaal | Internationaal | Totaal | Totaal |
| Seizoen     | Club             | Competitie  | Wed.       | Dlp.       | Wed.  | Dlp.  | Wed.           | Dlp.           | Wed.   | Dlp.   |
| ----------- | ---------------- | ----------- | ---------- | ---------- | ----- | ----- | -------------- | -------------- | ------ | ------ |
| 2021/22     | Atalanta Bergamo | Serie A     | 18         | 1          | 1     | 0     | 2              | 0              | 21     | 1      |
| 2022/23     | Atalanta Bergamo | Serie A     | 32         | 2          | 2     | 0     | —              | —              | 34     | 2      |
| 2023/24     | Atalanta Bergamo | Serie A     | 27         | 0          | 2     | 0     | 5              | 1              | 34     | 1      |
| Club totaal | Club totaal      | Club totaal | 77         | 3          | 5     | 0     | 7              | 1              | 89     | 4      |

Bijgewerkt t/m 19 april 2024.

## Interlandcarrière
Scalvini maakte deel uit van verschillende Italiaanse nationale jeugdselecties vanaf Italië onder 15. Hij nam op negentienjarige leeftijd met Italië –21 deel aan het EK –21 van 2023. Scalvini debuteerde op 14 juni 2022 in het Italiaans voetbalelftal. Bondscoach Roberto Mancini liet hem toen de tweede helft spelen in een met 5–2 verloren wedstrijd in het kader van de UEFA Nations League in en tegen Duitsland. Vijf maanden later mocht hij voor het eerst in de basis beginnen, in een oefeninterland tegen Albanië. Scalvini werd op 23 mei 2024 door bondscoach Luciano Spalletti opgenomen in de voorlopige Italiaanse selectie voor het EK 2024, maar werd door een kruisbandblessure in de selectie vervangen door Federico Gatti.
2 Tolói  ·
3 Kossounou ·
4 Hien ·
5 Godfrey ·
6 Sulemana ·
7 Cuadrado ·
8 Pašalić ·
9 Scamacca ·
11 Lookman ·
13 Éderson ·
15 De Roon ·
16 Bellanova ·
17 De Ketelaere ·
19 Djimsiti ·
22 Ruggeri ·
23 Kolašinac ·
24 Samardžić ·
28 Patrício ·
29 Carnesecchi ·
31 Rossi ·
32 Retegui ·
42 Scalvini ·
44 Brescianini ·
77 Zappacosta ·
93 Soppy ·
Coach: Gasperini